# Вілаш-Боаш (Віла-Флор)
Вілаш-Боаш (порт. Vilas Boas; МФА: [ˈvi.ɫɐʒ ˈbo.ɐʃ]) — парафія в Португалії, у муніципалітеті Віла-Флор. Розташована в північно-східній частині країни, на теренах історичної португальської провінції Трансмонтана. Входить до складу округу Браганса. За адміністративним поділом, чинним до 1976 року, терени парафії були складовою провінції Трансмонтана і Верхнє Дору. Належить до Брагансько-Мірандської діоцезії Католицької церкви. Патрон — Марія Магдалина. Площа — 28,8128 км². Населення — 550 ос. (2011). Слабо урбанізований регіон. Густота населення — 19,09 осіб/км²
. Код — 041019.

## Населення
| Кількість мешканців | Кількість мешканців | Кількість мешканців | Кількість мешканців | Кількість мешканців | Кількість мешканців | Кількість мешканців | Кількість мешканців | Кількість мешканців | Кількість мешканців | Кількість мешканців | Кількість мешканців | Кількість мешканців | Кількість мешканців | Кількість мешканців |
| ------------------- | ------------------- | ------------------- | ------------------- | ------------------- | ------------------- | ------------------- | ------------------- | ------------------- | ------------------- | ------------------- | ------------------- | ------------------- | ------------------- | ------------------- |
| 1864                | 1878                | 1890                | 1900                | 1911                | 1920                | 1930                | 1940                | 1950                | 1960                | 1970                | 1981                | 1991                | 2001                | 2011                |
| 942                 | 1 077               | 1 184               | 1 096               | 1 185               | 909                 | 1 022               | 1 207               | 1 271               | 1 098               | 779                 | 986                 | 797                 | 715                 | 550                 |